# Cyderius urbicola
Cyderius urbicola är en stekelart som beskrevs av John S. Noyes 1980. Cyderius urbicola ingår i släktet Cyderius och familjen sköldlussteklar. Inga underarter finns listade i Catalogue of Life.